# Xinzo de Limia
Xinzo de Limia (em castelhano Ginzo de Limia; em português Ginço de Lima; em galego reintegrado Ginzo de Límia) é um município da Espanha na província de Ourense, comunidade autónoma da Galiza. Tem 132,67 km² de área e em 2021 tinha 9 621 habitantes (densidade: 72,5 hab./km²).
Seu nome faz referência ao rio Lima, que nasce na Galiza e deságua em Viana do Castelo, Portugal.

## Demografia
| Variação demográfica do município entre 1991 e 2004 | Variação demográfica do município entre 1991 e 2004 | Variação demográfica do município entre 1991 e 2004 | Variação demográfica do município entre 1991 e 2004 |
| --------------------------------------------------- | --------------------------------------------------- | --------------------------------------------------- | --------------------------------------------------- |
| 1991                                                | 1996                                                | 2001                                                | 2004                                                |
| 9170                                                | 9716                                                | 9519                                                | 9869                                                |